# Costessey
Costessey är en ort och civil parish i Storbritannien.   Den ligger i grevskapet Norfolk och riksdelen England, i den sydöstra delen av landet, 160 km nordost om huvudstaden London. Costessey ligger 9 meter över havet och antalet invånare är 2 381.
Terrängen runt Costessey är huvudsakligen platt. Costessey ligger nere i en dal. Runt Costessey är det mycket tätbefolkat, med 2 431 invånare per kvadratkilometer. Närmaste större samhälle är Norwich, 6,9 km sydost om Costessey. Trakten runt Costessey består till största delen av jordbruksmark.